# Leger Douzable
(en) Statistiques sur pro-football-reference
Leger Douzable Jr., né le 31 mai 1986 à Tampa en Floride, est un commentateur sportif qui a été sportif professionnel de football américain au poste de defensive end dans la National Football League (NFL) pendant dix saisons (20028-2017). 
Engagé par les Vikings du Minnesota en tant qu'agent libre non drafté en 2008, il rejoint chronologiquement les  Giants de New York, les Jaguars de Jacksonville, les Rams de Saint-Louis, les Lions de Detroit, les Titans du Tennessee, les Jets de New York, les Bills de Buffaloet termine sa carrière en 2017 chez les 49ers de San Francisco.
Auparavant, il avait joué pendant trois saisons au football universitaire pour les Knights de l'université du Centre de la Floride dans la NCAA Division I FBS.
Douzable commence ensuite une carrière de commentateur sportif pour SportsNet New York (2013-2022) en pour Madison Square Garden Entertainment (en) (2016-2017.) En mai 2018, il est engagé par CBS Sports en tant que présentateur et analyste sportif. Il fait plusieurs apparitions dans l'émission NFL on CBS (en) et commente également sur ESPN. Il est l'animateur de « I Am Athlete Tonight » sur le canal 82 de « Mad Dog Sports Radio » sur SiriusXM.